# Mara Andeck
Mara Andeck, eigentlich Andrea Mecke, (* 1967 in Freiburg im Breisgau) ist eine deutsche Schriftstellerin.

## Leben
Mara Andeck wuchs in einem naturwissenschaftlich geprägten Elternhaus auf. Ihr Vater war der Biochemieprofessor Dieter Mecke. Nach dem Abitur am Tübinger Uhland-Gymnasium studierte sie an der Universität Dortmund Journalistik und Biologie. Sie volontierte beim Westdeutschen Rundfunk in Köln und war danach als Radiojournalistin für den Südwestrundfunk und als Lehrbeauftragte an der Universität Tübingen tätig. Heute lebt sie mit ihrem Mann, zwei Töchtern und zwei Hunden in Rottenburg am Neckar. In ihren Büchern setzt sie sich humorvoll mit wissenschaftlichen Themen und weltanschaulichen Fragen auseinander.

## Werke

### Kinder- und Jugendbücher
- Wen küss ich und wenn ja, wie viele? Lilias Tagebuch Band 1. Boje Verlag 2013, ISBN 978-3-414-82350-2
- Wer liebt mich und wenn nicht, warum? Lilias Tagebuch, Band 2. Boje Verlag 2013, ISBN 978-3-414-82364-9
- Wenn Liebe die Antwort ist, wie lautet die Frage? Lilias Tagebuch, Band 3. Boje Verlag 2014, ISBN 978-3-414-82378-6
- Liebe in echt: Was du über Romantik, Küsse und Traumprinzen wissen solltest. Boje Verlag 2014, ISBN 978-3-414-82379-3
- Wenn das Leben dich nervt, streu Glitzer drauf. Boje Verlag 2015, ISBN 978-3-414-82432-5
- Wolke 7 ist auch nur Nebel. One Verlag 2016, ISBN 978-3-846-60021-4
- Lilo auf Löwenstein. Ab ins Schloss. Boje Verlag 2017, ISBN 978-3-414-82477-6
- Lilo auf Löwenstein. Ponyzähmen leichtgemacht. Boje Verlag 2017, ISBN 978-3-414-82490-5
- Lilo auf Löwenstein. Nichts für Feiglinge. Boje Verlag 2018, ISBN 978-3-414-82503-2
- Wunder & so. Falls ich dich küsse, Band 1. Boje Verlag 2019, ISBN 978-3-414-82548-3
- Wunder & so. Falls ich dich vermisse, Band 2. Boje Verlag 2020, ISBN 978-3-414-82571-1
- Tschakka! Huhn voraus. Fischer KJB 2021, ISBN 978-3-737-34246-9
- Tschakka! Freunde in Sicht. Fischer KJB 2022, ISBN 978-3-737-34247-6
- Tschakka! Jetzt wird's stachelig. Fischer KJB 2022, ISBN 978-3-737-34288-9
- Villa Fauna. Dinella und die Sprache der Tiere. Boje Verlag 2022, ISBN 978-3-414-82658-9
- Ziemlich beste Mäuse. Es heißt Freundschaft, weil man mit Freunden alles schafft. Fischer KJB 2023, ISBN 978-3-7373-4252-0

### Bücher für Erwachsene
- Hundherum glücklich. Ein Freund – ein Buch. Bastei Lübbe 2013, ISBN 978-3-785-72486-6
- Natural Born Chillers, Roman. Bastei Lübbe 2015, ISBN 978-3-404-17221-4
- Wir wollten niemals auseinandergehen. Drei Freundinnen, 26 Diäten und eine große Reise. Bastei Lübbe 2016, ISBN 978-3-404-60865-2
- Strandgut. Mein Buch vom Meer. Bastei Lübbe 2017, ISBN 978-3-404-60946-8
- Schöne Aussichten. Mein Buch von den Bergen. Bastei Lübbe 2018, ISBN 978-3-404-60987-1
- Sisi. Die Sterne der Kaiserin. Goldmann Verlag 2022, ISBN 978-3-442-20642-1
- Ballkönigin. Walzernächte in Wien. Goldmann Verlag 2023, ISBN 978-3-4422-0656-8

## Auszeichnungen
- 2009: Arbeitsstipendium des Förderkreises deutscher Schriftsteller in Baden-Württemberg
- 2014: Wen küss ich und wenn ja, wie viele? wird für den DeLiA-Literaturpreis nominiert.[4]
- 2014: Wen küss ich und wenn ja, wie viele? erhält von der Produktionsinitiative Fernsehen aus Thüringen 15.000 € für die Entwicklung eines TV-Serienkonzepts.[5]
- 2018:  Lilo auf Löwenstein: Ab ins Schloss wird mit dem Literaturpreis Kalbacher Klapperschlange ausgezeichnet.[6]
- 2022: Tschakka! wird mit dem Deutschen Buchtrailer Award in der Kategorie Kinder- und Jugendbücher ausgezeichnet.[7][8]